# Буданівське лісництво
Буданівське лісництво» — територіально-виробнича одиниця ДП «Тернопільське лісове господарство» Тернопільського обласного управління лісового та мисливського господарства, підприємство з вирощування лісу, декоративного садивного матеріалу.

## Об'єкти природно-заповідного фонду
На території господарства знаходиться ? об'єктів природно-заповідного фонду: